# Catenularia piceae
Catenularia piceae är en svampart som beskrevs av M.B. Ellis 1976. Catenularia piceae ingår i släktet Catenularia och familjen Chaetosphaeriaceae.   Inga underarter finns listade i Catalogue of Life.